# Arnaud Dolmen
Arnaud Dolmen, né le 4 octobre 1985 à Bar-le-Duc, est un musicien de jazz, batteur, compositeur et producteur français d'origine guadeloupéenne.

## Biographie
Dolmen revient en Guadeloupe avec ses parents à l'âge de cinq ans. Il y apprend le tambour Ka, sur lequel s'interprète la musique traditionnelle Gwoka, puis les percussions sous la direction de Georges Troupé. Dans sa jeunesse, il fait partie de l'Orchestre Kimbòl, avec lequel il se produit dans des festivals (comme les Orchestrades de la Caraïbe ) et participe à des émissions de télévision. En 2003, il s'installe à Toulouse pour poursuivre ses études musicales à l'école de batterie Dante Agostini sous la direction de Daniel Dumoulin. Parallèlement, il commence un BTS de comptabilité, puis abandonne, trop absorbé par l'apprentissage de la batterie et du jazz.
Cinq ans plus tard, fraîchement diplômé et lauréat du premier prix de l'école, il commence sa carrière professionnelle auprès de Franck Nicolas (Maman Gwada, Psychodelic Trio) ; il a également joué avec Alain Jean-Marie, Jean-Christophe Maillard, Michel Alibo[réf. nécessaire].
Il monte à Paris en 2010 et  joue sur la scène antillaise, du jazz avec Mario Canonge, et dans l'univers zouk, chez Soft ou Tanya Saint-Val. Il accompagne également des artistes variés, comme la flûtiste franco-syrienne Naïssam Jalal ou le chanteur belge David Linx.
Par l'intermédiaire de Sonny Troupé, il travaille avec Jacques Schwarz-Bart. En parallèle, de 2004 à 2013, il mène des projets de jazz tels que le Trio Zetliyo (qui accompagne également la chanteuse Sia Tolno et ouvre ainsi en 2011 en première partie de Cesária Évora ) et le FDH TRIO (avec le pianiste Thibaud Dufoy et le bassiste Elvin Bironien ), qui forme en 2012 l'album Le libre du hasard ? avec comme invités Jacques Schwarz-Bart, Mino Cinelu et Sonny Troupé. Dans le quintet Nono Experiment (avec Jonathan Jurion, Ralph Lavital, Sylvain Joseph et Damien Nueva) il joue pendant un an au Paris Meringue Salé . Il a joué avec son propre quartet à partir de 2014 ; En 2017, il sort son premier album Tonbé Lévé sous son propre nom. On peut aussi l'entendre sur des albums de Jean-Rémy Guédon (de), Grégory Privat, Sonny Troupé, Charlotte Wassy, Annick Tangora et Yosuke Onuma. En 2021 il est considéré par Jazz Magazine comme un des cinq meilleurs batteurs en France et est nommé aux Victoires de la musiqueJazz.

## Discographie
- 2017 Tonbé Lévé [10]
- 2018 Quint'Up[11] de Mario Canonge
- 2018 Zouk Out[12] de Mario Canonge
- 2022 Adjusting [13] (Gaya Music Production) [14] avec Leonardo Montana, Samuel F'hima, Francesco Geminiani, Ricardo Izquierdo, Adrien Sanchèz Graham Haynes, Carlos Ward, Mark Helias, Don Cherry (sur un titre) ; enja
- 2023 Mario Canonge trio, batterie, chœurs, avec Mario Canonge, compositions, choeurs et piano et Michel Alibo, contrebasse, chœurs, percussions